# マジすか学園5
『マジすか学園5』（マジすかがくえんファイブ）は、2015年8月25日 0時59分 - 1時59分（24日深夜）に日本テレビ系列（関東ほか一部地域のみ）で第2話までを地上波で放送し、以降の10話をHuluで配信していたAKB48とその姉妹グループ出演のテレビドラマである。主演は島崎遥香。

## 概要
一連のマジすか学園シリーズではテレビ東京制作（TXN系列）の「ドラマ24」枠でのシリーズを含めて地上波での放送（『マジすか学園4』は日本テレビ）を行ってきたが、今回は「女子高生とヤクザの抗争」を中心に描くことから、内容があまりにも過激すぎるという理由で地上波では全て放送できないとして、12話分（当初の発表では10話分だった）のうち、第2話までを地上波で放送し（実質パイロット版に近い扱い）、残りの10話は動画配信サービスのHuluでの限定配信という変則体制をとった。2016年1月30日、31日の2日間に渡り、CS日テレプラスにて一挙放送が敢行された。
2015年1月 - 3月に放送された前作の『マジすか学園4』ではさくら（宮脇咲良）とソルト（島崎遥香）が「馬路須加女学園」内での壮絶な抗争を展開したが、今回は同校だけにとどまらず、「激尾古（げきおこ）高校」や「矢場久根（やばくね）女子商業高校」といった他校の勢力との抗争、さらに第5話以後は学園ドラマの常識を超越しヤクザ・警察・マフィアといった裏社会をも巻き込んだシリーズ史上最大級の抗争に発展。アクションシーンも殺陣に加えガンアクションもふんだんに織り込み、さらに主要メンバーが次々に殺されるという壮絶な設定もあった。また本作品では現役のAKB48グループメンバーに加え、同グループの卒業生である前田敦子・大島優子もゲスト出演している。

## キャスト

### 馬路須加女学園（通称マジ女）
ソルト
演 - 島崎遥香
ラッパッパ部長。
出席日数が足りずに留年（バカモノ以外の四天王もそれに追随）。反社会的組織・竜頭組に捕らえられたアントニオを助けるため、単身で乗り込んでアントニオを助け出す。喧嘩の強さは相変わらずで、アントニオ救出の際には竜頭組組員3人を手負うことなく圧倒し、日本刀を持った陣山にも素手で圧勝している。その後、夜の道を1人で歩いている時、何者かに射殺される（最終話で射殺犯は毛利校長と判明）。
さくら
演 - 宮脇咲良
本作品の主人公。3年生。ラッパッパ副部長。
暴走しやすく助言を受けることが多々ある。おたべを慕っているが、彼女の裏行動に気づいており、自身も七対子を襲って拳銃を入手。七対子のリーに尾行されて交戦し腹部に銃弾を食らうが、閻魔様の二村明美の呼んだ闇医者によって一命を取り留める。おたべとともに義宗の残した拳銃を手に明智総業・七対子と戦うことを決意。最終戦でレンやシュウを倒すが、シュウに撃たれて死にかけのおたべに駆け寄って最後の言葉を聞いた。その後警官隊に包囲されてしまい、仲町署署長の命令で狙撃されて複数の銃弾を浴びて死亡した。
おたべ
演 - 横山由依
ラッパッパ四天王の1人。ソルト亡き後はリーダー格として皆をまとめており、さくらも慕っている。
だが一方で「命以外は売る」サイトにアクセスして拳銃（後で偽物と判明）を手に入れる。実は明智総業の義宗の実の娘で、物語終盤に父が自分を愛していたことを知り、涙を流した。スナック「閻魔様」の二村明美を通して義宗の残した「本物」の拳銃を手に入れる。最終戦でリーを武器と力で倒して明智をも倒すが、隠れていたシュウに背後から射たれ、今際の際で父義宗が写真の裏に書いていたのと同じように「草むしり…してくるわ…」「…父さんと」とさくらに静かに遺言のように告げて死亡する。
- 役名の由来は、演じた横山が京都出身であることから京都の銘菓・生八ツ橋のおたべから（本人が755にて発言）。

ヨガ
演 - 入山杏奈
ラッパッパ四天王の1人。
風俗店「生徒手帳」の店員に絡まれているキャンディーとルーキーを偶然助け、捕らわれている矢場久根の生徒を助けるために3人で店に乗り込んで救出に成功。現れたリーを食い止めている間に2人に生徒たちを連れて逃げるように指示するが、その後リーに敗北・拉致される。シュウとの面会後に帰されるが、リーに殺害され、海で水死体となって発見される。
マジック
演 - 木﨑ゆりあ
ラッパッパ四天王の1人。
ヨガの死に憤り、彼女を置いて逃走したキャンディーとルーキーに殴りかかった。ヨガの死の真相を探るため、乃木女生徒の制服を借りて「生徒手帳」に潜入するが、正体がバレてリーに捕らえられる。最終戦でおたべを庇って死亡。今作も得意技は足技。
センター
演 - 松井珠理奈
第2話から登場。実は藤原理事長の孫。ソルトの葬儀に参列し、「この世はそんなに退屈だったのか?」ともらした。マジ女を中退して病院で看護師をしていたが、ソルトとバカモノの訃報を知って再入学する（そのために旧式制服を着用）。カツゼツとタイマンした後、ラッパッパの新部長を名乗るように指示するとしばらく姿を消すが、後に喫茶店でカツゼツと再会。その後は行方をくらますが、藤原邸に出入りする野木や明智らの話を盗み聞きして情報収集。最後はソルト殺害犯が毛利だと突き止めて毛利を射殺する。最終戦には参加していないため、生存している。
カツゼツ
演 - 兒玉遥
第5話から登場した転校生で、さくらの九州時代の同級生。名前の由来は、喧嘩によって歯が折れてカツゼツの悪くなった相手の姿から来ている。胴に晒を巻き、その上に旧式制服（入手経路は不明で戦闘時に脱ぐ）を羽織っている。転校してきたのはかなり前だが長い間目立たないように行動しており、本人によると「テッペンを取ったさくらとタイマン張るつもりだった」とのこと。センターの指示でラッパッパ新部長を名乗る。さくらとのタイマン（決着つかず）で「自分がいなくなったらお前がテッペン」だとマジ女を任される。矢場久根に敗北したチーム火鍋を叱咤激励。最終戦で藤原を倒すが、飯塚と相討ちとなって死亡。
チーム火鍋
いずれも3年生。センターやカツゼツに諭され、新ラッパッパとして決意を固めて矢場久根と抗争。一度目は矢場久根に惨敗するが、二度目の抗争では著しく強くなっており、矢場久根を圧倒する（警察が駆けつけたため、決着はつかなかった）。最終戦ではケンポウ以外（最終戦に参加せずチームを脱退したため）、死亡する。
ウオノメ
演 - 高橋朱里
チーム火鍋のリーダー格。
ドドブス
演 - 加藤玲奈
クソガキ
演 - 大島涼花
気が短く一番喧嘩っ早いが実力は少々劣るため、噛ませ犬になることが多い。矢場久根と抗争ではスネークと対峙し、一度目は絞め技で敗北するが二度目は逆に絞め技でスネークを圧倒した。最終戦では自転車を使って敵陣に突っ込む。
ジセダイ
演 - 向井地美音
ケンポウ
演 - 内山奈月
チーム火鍋の知性派。最終戦を前に、ヤクザとの戦争で命の保証はできないとおたべに言われ、新ラッパッパを離脱。帰路の途中で火鍋ジャージを脱ぎ捨てていった。最終戦に参加していないため、数少ない生存者となった。
2年生最強コンビ
「チーム流しそうめん」（実際は盥に入れた流れてない普通の素麺）を結成。前作と同じくさくらを慕っており、行動を共にしようとするもさくらからマジ女を託された後はその言葉に従う。センターやカツゼツに諭され、新ラッパッパとして決意を固め矢場久根と抗争。一度目は矢場久根に惨敗するが、二度目の抗争では著しく強くなっており、矢場久根を圧倒する（警察が駆けつけたため、決着はつかなかった）。最終戦ではカミソリが二丁拳銃で戦い、ゾンビが装填役となるなど息の合ったコンビネーションを見せたが死亡。
カミソリ
演 - 小嶋真子
ゾンビ
演 - 大和田南那
カタブツ
演 - 岡田奈々
3年生。前作は髪型がソバージュだったが今作ではストレートのポニーテールになっている。矢場久根の生徒がマジ女の生徒を狩っていることをチーム火鍋、カミソリやゾンビに伝える。その後の戦いにも参加したが敗北。以後の戦いには不参加。
カイダン
演 - 大森美優
ドンカメ
演 - 篠崎彩奈
以上2人は第1話のみ登場。ラッパッパへの階段を上ろうとしてさくらに倒される。
オカモチ
演 - 岡田彩花
クラウド
演 - 大森美優
以上2人は第9話のみ登場。校長と会話していたさくら、おたべ、マジックに中国人が部室を荒らしていると伝えに来た。
毛利学
演 - 酒井敏也 
気弱そうな見た目と声音の校長。生徒からの信頼は厚い。ラッパッパに学園の危機を伝え、マジ女生徒が絡んだ一連の事件の責任を取るという形で校長を辞任した。しかし、実は学園にヤンキーは要らないとの隠れた信念の下、ソルトを射殺した犯人である。それを見破ったセンターに自宅にて射殺される。
藤原源氏
演 - 団時朗
第8話から登場。マジ女創設者にして理事長であり、センターの祖父。自称「寄付だけの名ばかり理事長」だが、校内に仕掛けた隠しカメラで常に生徒の動向を監視。国会議員の野木と親しい。明智総業と通じており、マジ女敷地買収の件を校長が警察に話したことによる明智への疑惑を隠蔽しようとしたりと不穏な行動を見せている。倉庫での会合に参加した際、カツゼツに射殺される。

### 馬路須加女学園OG
バカモノ
演 - 川栄李奈
出席日数の計算間違いによって、ラッパッパ四天王の中で1人だけ卒業した。前作で着ていたスカジャンはラッパッパの部室に飾られている。卒業後は明智総業にヘッドハンティングされて働いている（本人は明智総業が銀獅子会のフロント企業とは知らなかった）。ソルトの葬儀に参列し、仇を打つために浦沢に渡された拳銃で竜頭組若頭の陣山を銃撃して相討ちとなったとされたが、実は直前にブレーカーが落ち、暗闇の中で浦沢に撃たれて死亡していた。
みなみ
演 - 高橋みなみ
お食事処・亜粗美菜（あそびな）の店主。元は竜頭組に所属し、「緋牡丹みなみ」と恐れられた長ドス使い（今もマジ女の校旗に巻いて所持）。川守にヤンキーとの抗争を止めるように依頼するが、川守が殺されたと聞いて「昔の自分」に戻る決意をする。竜頭組の部下たちを引き連れて明智総業の義宗たちと抗争するが、途中で現れた七対子によって射殺された。死後の描写によると、店にはラッパッパメンバーも訪れるようになっていた模様（また、第1話ではバカモノとも親しげに話している）。
前田敦子
演 - 前田敦子
優香
演 - 大島優子
ブラック
演 - 柏木由紀
トリゴヤ
演 - 小嶋陽菜
ネズミ
演 - 渡辺麻友
以上5人は第2話のみ登場し、ソルトの葬儀に参列。

### 激尾古高校看護科
矢場久根とともにマジ女潰しを目論んでいたが、マジ女に対しての感情が変わって交渉が決裂した結果、マジ女を守るために矢場久根商業と対立関係になった。明智総業や七対子を打倒すべくマジ女や矢場久根と共闘するが、最終戦で全員死亡。
アントニオ
演 - 山本彩
総長。大阪出身で故郷に病気の母を残している。激尾古の生徒が風俗に沈められそうなところを助けるために竜頭組とケンカをするが、左腕と右脚を負傷して捕まる。ソルトに助けられた後、恩義と器の違いを感じてマジ女に義理を立てる。その後、ソルトとあの世でもう一度タイマンをするため（およびこびーの仇討ちのため）に死を覚悟でダイナマイトを手に竜頭組組長の川守を襲撃するが、武本に胸と額を撃たれて死亡する（直後に持っていたダイナマイトで土井が川守を爆殺したため、目的は果たされた）。
こびー
演 - 渡辺美優紀
副総長。捕らえられたアントニオをソルトが助けたのを機にアントニオが変わりゆく（ソルトに惹かれる）のを察し、自分から離れていくのではないかと思い始める。単身でナースに扮装してアントニオを変える原因を作った竜頭組若頭の陣山を殺すが、下っ端に見つかって自身も射殺されてしまう。
シロギク
演 - 白間美瑠
3年生。前作とは異なり、今作はアントニオの部下として登場。アントニオとこびー亡き後はリーダー格として皆をまとめる。アントニオとこびーを殺した者たちへの怨みを晴らし終えてやる気がしないと言って、ツリシたちに学校を任せて中退して就職しようと言うクロバラに乗っかろうとした。
クロバラ
演 - 矢倉楓子
3年生。シロギク同様、前作とは異なり今作はアントニオの部下として登場。アントニオとこびーの亡き後はシロギクとともに皆をまとめる。
ツリシ
演 - 須田亜香里
KY
演 - 谷真理佳
ザコボス
演 - 松村香織
デメキン
演 - 上西恵
レッド
演 - 吉田朱里
いずれも3年生。怨みを晴らし終えてやる気が失せたと言うシロギクやクロバラを説得した。

### 矢場久根女子商業高校
本格的なマジ女潰しを企んで抗争を仕掛け、マジ女や激尾古と対立していた。明智総業や七対子打倒のために共闘するが、最終戦で全員死亡。なお、役名の無い一般生徒は銀色の仮面をつけている。
ヘッド
演 - 谷口めぐ
矢場久根の15代目総長。「マジ女潰しは先代の矢場久根総長からの悲願だったはず」というアモンの言葉に対して「姉貴は関係ない」と言った。ヨガの一件は自分たちも同罪と土下座をして謝罪するなど、総長としての義理を通す姿を見せている。最終戦で他の仲間が一撃で倒される中、数発の銃弾を浴びても戦い続け、落ちた拳銃に手を伸ばしながら死亡。
ゲッコウ
演 - 永尾まりや
前作『マジすか学園4』最終話に登場した同名キャラクターは「春から矢場久根の新ヘッドになる」と名乗っていたが、本作品では「ヘッド」の部下という設定。部下を連れてマジ女を襲撃したが、ヨガとマジックに返り討ちに遭って倒されてしまう。殴り込みをかけてきたマジ女との戦いではジセダイを圧倒。
アモン
演 - 田野優花
マジ女の生徒を狩ってきたスネークに雑魚を狩っても意味がないとあしらった。本人はラッパッパ潰しを優先目的としていた。殴り込みをかけてきたマジ女との戦いではウオノメを圧倒。
スネーク
演 - 古畑奈和
マジ女潰しのため、部下に兵隊を集めるように指示する。相手の攻撃を避けつつ、蛇のように絡めついて相手の後ろに回り首を絞める戦い方をする。殴り込みをかけてきたマジ女との戦いではクソガキを圧倒。
カイブン
演 - 武藤十夢
ゲッコウとともにマジ女を襲撃したが、ヨガとマジックに返り討ちに遭って倒されてしまう。
ルーキー
演 - 川本紗矢
ヤクザと戦争中のマジ女に対し、さくらを挑発して彼女の怒りを買って倒される。いつも人を食ったような態度を取る。風俗店「生徒手帳」の店員に絡まれていたところをヨガに助けられ、ヨガやキャンディーとともに他に捕まっている矢場久根の生徒を助けるが、ヨガの指示で彼女を置いて一般生徒を連れて逃走。ラッパッパの面々に謝罪した際、マジックに殴られる。
キャンディー
演 - 村山彩希
名前の通り、常にキャンディーを持ち歩いて舐めている。空気の読めない性格で、相手を苛立たせる発言を繰り返している。ルーキーとともに行動することが多い。さくらを挑発するが返り討ちに遭って倒される。新ラッパッパとの二度目の抗争ではカツゼツのカカト落としを食らって歯を折られる。
ヤンキー
演 - 相笠萌
アゴヒメ
演 - 込山榛香
クノイチ
演 - 茂木忍
以上3人は第3話に登場。高架下を歩いているさくらに絡んで挑発するが、一瞬で返討ちに遭う。

### 竜頭組
第1話でアントニオを拉致したこととソルトを殺したと疑われた（実際は無関係）ことでヤンキーたちと因縁ができる。明智総業および七対子との抗争で壊滅。
陣山太一
演 - やべきょうすけ
若頭。バカモノ（本当は裏工作をした浦沢）に撃たれて入院中、ナースに扮したこびーに刺殺される。
川守義雄
演 - 岡田正典
組長。アントニオの持参したダイナマイトで、顧問弁護士の土井に爆殺される。
武本旭
演 - 光宣
幹部候補。川守とともに爆殺される。
宮崎
演 - 佐野和真
組員。突如現れた七対子に刺殺され、みなみに逃げるよう伝えて死亡。
渡辺
演 - 永山たかし
組員。
土井
演 - 川渕良和
竜頭組の顧問弁護士だが、七対子に内通している。アントニオ襲撃時に川守と武本を爆殺する（本人によると指示ではなく報酬目当ての単独行動。実際、報酬は貰っている。）が、激尾古生徒に拉致され拷問を受けて犯行を自白。その後、自白を録音したカセットテープとともに路上に放置された。

### 明智総業
みなみによると「銀獅子会のフロント企業」。七対子との関わりもある。
明智博臣
演 - リリー・フランキー
第6話から登場。会長。癌を患っている。実務を義宗に任せて御遍路の旅に出ていた。御遍路より帰って来てからは他の組の人間を刺殺したり、跡取り決めのロシアンルーレットにて逃げ出した浦沢を射殺するなど、不穏な動きをする。また、センターの祖父である藤原とは旧知の仲であり裏で繋がっている。最終戦で、おたべに射殺される。
義宗壮介
演 - 袴田吉彦
専務。「玉ねぎが血ぃサラサラにしてくれる」からと生のまま齧る癖がある。おたべの実の父であり、別れた理由は不明ながら、今でも娘（おたべ）への愛情を持っている（幼少期の娘と撮った写真を大事に飾り、写真裏には日付と｢最愛の娘と｣という言葉と「また草むしりしような」と書かれていた）。竜頭組の部下を率いるみなみとの抗争中に七対子に撃たれ、最後の力を振り絞って自身の車に戻った後、血だらけになりながらも電話でおたべに謝罪の言葉を伝えて息絶えた。おたべは亡くなる直前に「草むしり…してくるわ…父さんと…」と口にしており、わだかまりは完全に無くなった。
浦沢昌志
演 - 竹財輝之助
社員。義宗には内緒で七対子と繋がっている。バカモノに拳銃を渡して陣山を撃たせようとした上に射殺する。義宗死亡後の跡取りを決めるためのロシアンルーレットで逃げ出そうとしたところを明智に射殺される。

### 七対子（チートイツ）
第4話から登場。上海最大の中国マフィア。竜頭組・明智総業の潰し合いのシナリオを作り、銃を奪ったさくらも狙う。
シュウ
演 - 工藤俊作
仮のボス。失敗した部下には残忍な罰を与える。最終戦で隠れて生きていたためにおたべを背後から撃ち抜いて殺害するが、直後にさくらに射殺される。好物は水餃子で（焼き餃子は嫌っている）登場シーンではほぼ必ず口にしている。
レン
演 - のーでぃ
シュウの秘書兼通訳だが、実は真のボス。最終戦でさくらに射殺される。
リー
演 - 蔭山征彦
構成員。銃の他、接近戦では鞭を使う。さくらを襲撃するが、応戦されて負傷し逃亡。ヨガを殺害した他、「生徒手帳」に潜入したマジックを捕らえて監禁。最終戦で、おたべの強さに興味を持って厨房でタイマンを申し込む。一時は鞭もあって有利に戦いを進めたが、おたべの腹を殴っている隙をつかれておたべに鞭を奪われて殴られ、がら空きになったところに強烈な蹴りをくらい敗北。おたべを後ろから撃とうとするも、それを読んでいたおたべにより上半身に熱した油をかけられて死亡。

### 仲町署
竜頭組・明智総業・七対子と癒着している。
韮沢浩司
演 - 岡田義徳
竜頭組および明智総業と関わりがあるが、根は善人。両者に捜査の手を伸ばし、さくらたちに助言まがいのこともする。マジ女の敷地買収の件に関しては野木が関わっていることを知るが、彼の謀略で防犯課に異動となる。倉庫に警官隊とともに駆け付け、さくらを射殺しようとする警官隊を止めようとした。
飯塚一裕
演 - 田中幸太朗
韮沢の部下。いつも突飛な行動を取る彼に呆れ、振り回されている。実は明智総業・七対子と繋がっており署長とともに倉庫での会合に参加した際、カツゼツと相討ちとなって死亡。
署長
演 - 越村公一
野木の依頼で韮沢を異動させ、藤原とも癒着してマジ女の校長に就任予定。倉庫での会合に参加し、彼自身も重傷を負うが生還を果たす。駆け付けた警官隊にさくらの射殺命令を下す。

### その他
二村明美
演 - 占部房子
第4・7・8話に登場。スナック「閻魔様」のママ（店は明智総業の倉庫）。店を訪れたおたべに義宗から預かったコインロッカーの鍵を渡したり、リーによって重傷を負ったさくらのために医者を呼んだ。七対子に殺害される。
おっちゃん
演 - 蛭子能収
第5話に登場。アントニオが大阪にいたころからの知り合い。土木関係の仕事をしていたらしく、工事現場で盗んできたと思しきダイナマイトをアントニオに渡した。
医者
演 - 秋間登
第7・8話に登場。通称ドクター。闇医者でスナック「閻魔様」で重傷を負ったさくらを治療する。本来は獣医であるらしい。
野木正義
演 - 大門正明
第8 - 10話に登場。友民党の国会議員。明智総業と裏で関わりがあり、マジ女の敷地買収を後押ししている。マジ女の敷地買収の件で韮沢に問い詰められるもシラを切り、署長に韮沢を防犯課に異動させるように依頼。後に明智の部下に偽装自殺させられる。
メシウマ
演 - 飯野雅
オカミ
演 - 島田晴香
アニソン
演 - 岩田華怜
スピーク
演 - 野澤玲奈
チキン
演 - 西野未姫
以上5人は第9話に登場。女子高生だが、学校名は不明。道を塞いでいるシロギクたちに絡むが、激尾古生徒と判明した途端に遁走。
小山内
演 - 森本のぶ
第9・10話に登場。野木議員の私設秘書だが、明智から唆されて野木を裏切る。
乃木女生徒
演 - 堀未央奈（当時乃木坂46）
第10話に登場。乃木坂女子高等学校の生徒で、マジックに生徒手帳をカツアゲされる。
村西
演 - 若尾義昭
ヤクザ。倉庫での会合に参加。
徳永
演 - 赤星昇一郎
ヤクザ。倉庫での会合に参加。

## スタッフ
- 企画・原作：秋元康
- 脚本：元麻布ファクトリー
- 制作：八木元
- プロデューサー：植野浩之、仲野尚之、森清和夫
- 演出：大谷太郎、中茎強、千村利光
- 音楽：牧戸太郎
- 主題歌（オープニングテーマソング）：「ヤンキーマシンガン」（作詞：秋元康、作曲・編曲：ツキダタダシ）
- エンディングテーマソング：「群像」（作詞：秋元康、作曲・編曲：和田耕平）
- 制作協力：AXON、アバンズゲート
- 製作：日本テレビ、「マジすか学園5」製作委員会

## 放送・配信日程
地上波の日本テレビほか一部系列局で第2話までをプレミア放送後、インターネット配信のHuluでまず第3話までを配信し、以後9月1日より毎週1話ずつ、9週間にわたり限定配信。各局の地上波プレミア放送日時は下表を参照。
| 放送地域       | 放送局             | 系列                           | 放送日時                                                                      | 備考                                |
| -------------- | ------------------ | ------------------------------ | ----------------------------------------------------------------------------- | ----------------------------------- |
| 関東広域圏     | 日本テレビ         | 日本テレビ系列                 | 2015年8月25日 0:59 - 1:29（24日深夜） 2015年8月25日 1:29 - 1:59（24日深夜）   | 制作局                              |
| 福井県         | 福井放送           | 日本テレビ系列／テレビ朝日系列 | 2015年8月25日 0:59 - 1:29（24日深夜） 2015年8月25日 1:29 - 1:59（24日深夜）   | 第1話・同時ネット 第2話・同時ネット |
| 広島県         | 広島テレビ         | 日本テレビ系列                 | 2015年8月25日 0:59 - 1:29（24日深夜） 2015年8月25日 1:29 - 1:59（24日深夜）   | 第1話・同時ネット 第2話・同時ネット |
| 福島県         | 福島中央テレビ     | 日本テレビ系列                 | 2015年8月25日 0:59 - 1:29（24日深夜） 2015年9月1日 0:59 - 1:29（8月31日深夜） | 第1話・同時ネット 第2話             |
| 熊本県         | くまもと県民テレビ | 日本テレビ系列                 | 2015年8月26日 1:29 - 1:59（25日深夜） 2015年9月2日 1:29 - 1:59（1日深夜）     | 第1話 第2話                         |
| 徳島県         | 四国放送           | 日本テレビ系列                 | 2015年8月27日 0:54 - 1:24（26日深夜） 2015年8月28日 0:54 - 1:24（27日深夜）   | 第1話 第2話                         |
| 鹿児島県       | 鹿児島読売テレビ   | 日本テレビ系列                 | 2015年8月28日 1:34 - 2:04（27日深夜） 2015年9月4日 2:04 - 2:34（3日深夜）     | 第1話 第2話                         |
| 愛媛県         | 南海放送           | 日本テレビ系列                 | 2015年8月28日 2:15 - 3:15（27日深夜）                                         |                                     |
| 大分県         | テレビ大分         | 日本テレビ系列／フジテレビ系列 | 2015年8月30日 3:05 - 4:05（29日深夜）                                         |                                     |
| 静岡県         | 静岡第一テレビ     | 日本テレビ系列                 | 2015年9月1日 0:59 - 1:59（8月31日深夜）                                       |                                     |
| 青森県         | 青森放送           | 日本テレビ系列                 | 2015年9月2日 0:54 - 1:54（1日深夜）                                           |                                     |
| 高知県         | 高知放送           | 日本テレビ系列                 | 2015年9月2日 1:24 - 1:54（1日深夜） 2015年9月9日 1:24 - 1:54（8日深夜）       | 第1話 第2話                         |
| 山口県         | 山口放送           | 日本テレビ系列                 | 2015年9月3日 0:54 - 1:54（2日深夜）                                           |                                     |
| 石川県         | テレビ金沢         | 日本テレビ系列                 | 2015年9月4日 1:29 - 2:36（3日深夜）                                           |                                     |
| 長野県         | テレビ信州         | 日本テレビ系列                 | 2015年9月4日 2:44 - 3:44（3日深夜）                                           |                                     |
| 秋田県         | 秋田放送           | 日本テレビ系列                 | 2015年9月5日 2:00 - 3:00（4日深夜）                                           |                                     |
| 岩手県         | テレビ岩手         | 日本テレビ系列                 | 2015年9月9日 0:54 - 1:24（8日深夜） 2015年9月16日 0:54 - 1:24（15日深夜）     | 第1話 第2話                         |
| 山梨県         | 山梨放送           | 日本テレビ系列                 | 2015年9月11日 1:24 - 1:54（10日深夜） 2015年9月12日 2:00 - 2:30（11日深夜）   | 第1話 第2話                         |
| 長崎県         | 長崎国際テレビ     | 日本テレビ系列                 | 2015年9月12日 2:05 - 3:05（11日深夜）                                         |                                     |
| 鳥取県・島根県 | 日本海テレビ       | 日本テレビ系列                 | 2015年9月18日 1:35 - 2:05（17日深夜） 2015年9月25日 1:35 - 2:05（24日深夜）   | 第1話 第2話                         |